# 永昌記
永昌記（えいしょうき）は、平安時代後期の公卿・藤原為隆の日記。別名『為隆卿記』。永昌記の書名の由来は、為隆の自宅のあった左京の四条坊門が永昌坊内にあったことによる。現存する記事は長治2年（1105年）から大治4年（1129年）までの25年間に及ぶが、欠落部分も少なくない。堀河天皇・鳥羽天皇・崇徳天皇の3天皇（つまり白河・鳥羽院政）時代の朝廷における行事・叙位・修法などの諸儀式について詳細に記述してあり、後世有職故実の書物として重んじられた。